# Haravalehto
Haravalehto este o arie protejată (arie specială de conservare — SAC, sit de importanță comunitară — SCI) din Finlanda întinsă pe o suprafață de 13 ha, integral pe uscat.

## Localizare
Centrul sitului Haravalehto este situat la coordonatele 63°34′55″N 28°35′58″E / 63.5819°N 28.5994°E.

## Înființare
Situl Haravalehto a fost declarat sit de importanță comunitară în mai 2002 pentru a proteja 1 specie de animale. Situl a fost protejat și ca arie specială de conservare în aprilie 2015.

## Biodiversitate
Situată în ecoregiunea boreală, aria protejată conține 3 habitate naturale: Cursuri de apă de la nivel de câmpie la nivel montan, cu vegetație Ranunculion fluitantis și Callitricho-Batrachion, Taiga vestică, Mlaștini împădurite.
La baza desemnării sitului se află o specie protejată de  mamifere: veveriță zburătoare siberiană (Pteromys volans).